# Somatoform autonom dysfunktion
Somatoform autonom dysfunktion är ett samlingsnamn på olika psykiska störningar som yttrar sig i fysiska problem från organ eller system som regleras av autonoma nervsystemet, bland annat hjärtat, magen, urinsystemet, och andningsapparaten. Dessa psykiskt betingade sjukdomar kan ge observerbara fysiska problem, men kan också yttra sig i diffusa bevär från de drabbade organen ifråga.

## Symtom
Gemensamt för denna grupp störningar är att de ofta yttrar sig på ett observerbart sätt, till exempel genom snabbare hjärtslag, hicka, svårigheter att andas normalt, svettningar, diarré. Orsaken till dessa fysiska besvär är att en förhöjd inre stress leder till ett påslag i autonoma nervsystemet, etiologin är därmed psykisk, symtomen beror inte på en fysisk sjukdom. Dessa symtom ger vid dessa störningar i sig oro för den fysiska hälsan, en oro som inte försvinner när läkarundersökningar visar att det inte föreligger någon kroppslig sjukdom.
Liknande symtom kan uppkomma av ångeststörningar, till exempel generaliserat ångestsyndrom. Vid ångeststörningar överför dock inte personen sin ångest till de fysiska symtomen; en person med somatoform autonom dysfunktion börjar istället oroa sig för sin fysiska hälsa, vilket inte sker vid ångeststörning. Vid svår stress är det normalt med till exempel arousal, palpitationer och hastig andning, men vid somatoform autonom dysfunktion står inte den fysiologiska responsen i proportion till den utlösande faktorn just där och då.

## Varianter
En del personer med somatoform autonom dysfunktion har ospecifika eller föränderliga symtom, till exempel med brännande smärta som förflyttar sig, tyngdkänslor eller upplevelser av uppsvälldhet. I andra fall har personer huvudsakligen symtom från ett organsystem.

### Hjärtat och kardiovaskulära systemet
Hjärtneuros eller neurocirkulatorisk asteni är ett slags somatoform autonom dysfunktion, som innebär känslor av hjärtproblem utan att orsaken är organisk. Detta kan innefatta palpitationer, svaghetskänslor och yrsel, som personen upplever som en begynnande hjärtinfarkt eller kärlkramp, fastän grundproblemet är psykiskt (organiska hjärtproblem förvärras dock av sådan oro). Jämför takotsubokardiomyopati och Prinzmetalangina.

### Gastrointestinala systemet
Somatoform autonom dysfunktion kan ge problem från övre och nedre gastrointestinala systemet. Problem från magen, så kallad magneuros, kan yttra sig i hicka, uppblåsthet, halsbränna och annan dyspepsi, samt pylorospasm.
Irritabel tarm räknas ibland som en somatoform störning, och förs då hit. ICD-10 anger F45.32 som en alternativ beteckning, vilket anger att det är en psykisk genes, vid sidan av K58, som anger att det är en sjukdom i tarmen. Somatoform autonom dysfunktion kan ge psykogen diarré och psykogena väderspänningar (flatulens).

### Andningssystemet
För somliga med somatoform autonom dysfunktion yttrar sig inre spänningar i aerofagi, i att hosta eller i att tvingas harkla sig. Andra börjar hyperventilera av inre spänningar.

### Urogenitala systemet
Det är vanligt att somatoform autonom dysfunktion påverkar urineringen, att spänningar gör att personen urinerar mer (polyuri) eller att personen upplever smärta eller obehag av att urinera (dysuri).

## Differentialdiagnoser
Symtomen på somatoform autonom dysfunktion kan ha flera andra orsaker, organiska eller psykiska. Sjukdomar som påverkar autonoma nervsystemet eller det drabbade organet kan ge dessa symtom, liksom svår, akut stress kan ge ett tillfälligt tillstånd som inte föranleder att ställa denna diagnos. Flera av symtomen ingår i andra psykiska diagnoser där ångest ingår i symtombilden eller kan utvecklas av störningen.
I synnerhet symtom från hjärtat bör alltid undersökas.